# Iván Ramírez Molina
Iván Josué Ramírez Molina (Sarapiquí, 20 de octubre de 1994) es un futbolista costarricense que se desempeña como delantero y actualmente milita en Limón FC de la Primera División de Costa Rica.

## Trayectoria
Ramírez hizo sus ligas menores en el Santos de Guápiles y debutó en Primera División con el equipo santista el 13 de noviembre de 2013 bajo la dirección técnica del argentino Gustavo Martínez en un partido ante el Cartaginés. En ese partido ingresó de cambio al minuto 78 por Walter Chévez.
Con el Santos de Guápiles disputó un total de 13 partidos donde logró 3 anotaciones entre 2013 y 2015. 
En 2015 se une al Cariari de Pococí en la Liga de Ascenso con el cual disputa el Torneo Apertura 2015.
El 21 de enero de 2016 se anuncia su fichaje por parte de Limón FC para el Torneo de Verano 2016.

### Dobletes y tripletes
Iván Ramírez solo ha anotado un doblete a lo largo de su carrera y lo hizo en el Torneo de Invierno 2013 jugando para el Santos de Guápiles.
| Dobletes y tripletes | Dobletes y tripletes | Dobletes y tripletes             | Dobletes y tripletes | Dobletes y tripletes | Dobletes y tripletes | Dobletes y tripletes | Dobletes y tripletes    |
|                      | Fecha                | Lugar                            | Equipo               | Rival                | Goles                | Resultado            | Competición             |
| -------------------- | -------------------- | -------------------------------- | -------------------- | -------------------- | -------------------- | -------------------- | ----------------------- |
| 1                    | 17/11/2013           | Estadio Ebal Rodríguez, Guápiles | Santos               | Carmelita            | Gol · Gol            | 4 - 0                | Torneo de Invierno 2013 |

## Clubes
| Club               | País       | Año         |
| ------------------ | ---------- | ----------- |
| Santos de Guápiles | Costa Rica | 2013 - 2015 |
| Cariari de Pococí  | Costa Rica | 2015 - 2016 |
| Limón Fútbol Club  | Costa Rica | 2016 -      |